# Jozef Džubara
Jozef Džubara (* 15. května 1965) je bývalý slovenský fotbalista, obránce. Po skončení aktivní kariéry trénuje v nižších soutěžích.

## Fotbalová kariéra
Hrál za Tatran Prešov, SK Hradec Králové a FC Rimavská Sobota. V československé a české lize nastoupil ke 117 utkáním a dal 2 góly. Ve slovenské lize nastoupil v 51 utkáních a dal 3 góly.

## Ligová bilance
| Ročník                                   | Zápasy | Góly | Klub               |
| ---------------------------------------- | ------ | ---- | ------------------ |
| 1. československá fotbalová liga 1990/91 | 29     | 2    | Tatran Prešov      |
| 1. československá fotbalová liga 1991/92 | 28     | 0    | Tatran Prešov      |
| 1. československá fotbalová liga 1992/93 | 8      | 0    | Tatran Prešov      |
| 1. česká fotbalová liga 1993/94          | 19     | 0    | SK Hradec Králové  |
| 1. česká fotbalová liga 1994/95          | 20     | 0    | SK Hradec Králové  |
| 1. česká fotbalová liga 1995/96          | 13     | 0    | SK Hradec Králové  |
| 1. slovenská fotbalová liga 1996/97      | 1      | 0    | FC Rimavská Sobota |
| Mars superliga 1997/98                   | 25     | 2    | FC Rimavská Sobota |
| Mars superliga 1998/99                   | 25     | 1    | FC Rimavská Sobota |
| CELKEM                                   | 168    | 5    |                    |